# Station Gościkowo
Station Gościkowo is een spoorwegstation in de Poolse plaats Gościkowo.